# Divizia A 1955
La Divizia A 1955 è stata la 38ª edizione del campionato di calcio rumeno, disputato tra il 6 marzo e il 30 novembre 1955 e si concluse con la vittoria finale della Dinamo București, al suo primo titolo.
Capocannoniere del torneo fu Ion Ciosescu (Știința Timișoara), con 18 reti.

## Formula
Il Metalul Hunedoara non fu sostituito e le squadre partecipanti furono 13. Disputarono un turno di andata e ritorno per un totale di 24 partite con le ultime tre retrocesse in Divizia B.
A partire da questa stagione le squadre rumene parteciparono alle coppe europee: la vincente del campionato fu qualificata alla Coppa dei Campioni 1956-1957.

## Squadre partecipanti
| Club                   | Città       | Stadio | Posizione 1954      |
| ---------------------- | ----------- | ------ | ------------------- |
| CCA București          | Bucarest    |        | 2°                  |
| Știința Timișoara      | Timișoara   |        | 6°                  |
| Locomotiva Timișoara   | Timișoara   |        | 4°                  |
| Avântul Reghin         | Reghin      |        | Divizia B           |
| Dinamo Bucarest        | Bucarest    |        | 3°                  |
| Locomotiva Târgu-Mureș | Târgu Mureș |        | 10°                 |
| Dinamo Brașov          | Brașov      |        | 8°                  |
| Flamura Roșie Arad     | Arad        |        | Campione di Romania |
| Minerul Petroșani      | Petroșani   |        | 9°                  |
| Locomotiva Constanța   | Costanza    |        | Divizia B           |
| Știința Cluj           | Cluj Napoca |        | 5°                  |
| Flacăra Ploiești       | Ploiești    |        | 7°                  |
| Progresul București    | Bucarest    |        | Divizia B           |

## Classifica finale
|  | Pos. | Squadra                | Pt | G  | V  | N | P  | GF | GS | DR  |
|  | ---- | ---------------------- | -- | -- | -- | - | -- | -- | -- | --- |
|  | 1.   | Dinamo Bucarest        | 37 | 24 | 15 | 7 | 2  | 42 | 19 | +23 |
|  | 2.   | Flacăra Ploiești       | 34 | 24 | 14 | 6 | 4  | 46 | 20 | +26 |
|  | 3.   | Progresul București    | 33 | 24 | 13 | 7 | 4  | 39 | 22 | +17 |
|  | 4.   | Știința Timișoara      | 27 | 24 | 10 | 7 | 7  | 47 | 30 | +17 |
|  | 5.   | Flamura Roșie Arad     | 26 | 24 | 10 | 6 | 8  | 35 | 28 | +7  |
|  | 6.   | CCA București          | 23 | 24 | 8  | 7 | 9  | 38 | 26 | +12 |
|  | 7.   | Știința Cluj           | 23 | 24 | 8  | 7 | 9  | 27 | 35 | -8  |
|  | 8.   | Minerul Petroșani      | 22 | 24 | 8  | 6 | 10 | 26 | 33 | -7  |
|  | 9.   | Dinamo Brașov          | 22 | 24 | 8  | 6 | 10 | 30 | 39 | -9  |
|  | 10.  | Locomotiva Timișoara   | 21 | 24 | 7  | 7 | 10 | 29 | 36 | -7  |
|  | 11.  | Locomotiva Târgu-Mureș | 20 | 24 | 6  | 8 | 10 | 26 | 33 | -7  |
|  | 12.  | Locomotiva Constanța   | 15 | 24 | 5  | 5 | 14 | 19 | 45 | -26 |
|  | 13.  | Avântul Reghin         | 9  | 24 | 3  | 3 | 18 | 19 | 57 | -38 |

Legenda:

      Campione di Romania e ammesso alla Coppa dei Campioni
      Retrocessa in Divizia B
Note:

Due punti a vittoria, uno a pareggio, zero a sconfitta.

### Verdetti
- Dinamo București Campione di Romania 1955 e qualificato alla Coppa dei Campioni
- Locomotiva Târgu-Mureș, Locomotiva Constanța e Avântul Reghin retrocesse in Divizia B.